# Platyja plagosa
Platyja plagosa là một loài bướm đêm trong họ Noctuidae.